# Вилянуева дел Рио и Минас
Вилянуева дел Рио и Минас (на испански: Villanueva del Río y Minas) е населено място и община в Испания. Намира се в провинция Севиля, в състава на автономната област Андалусия. Общината влиза в състава на района (комарка) Вега дел Гуадалкивир. Заема площ от 154 km². Населението му е 5260 души (по преброяване от 2010 г.). Разстоянието до административния център на провинцията е 42 km.

## Демография
| 1996 | 1998 | 1999 | 2000 | 2001 | 2002 | 2003 | 2004 | 2005 | 2007 |
| ---- | ---- | ---- | ---- | ---- | ---- | ---- | ---- | ---- | ---- |
| 5953 | 5549 | 5549 | 5467 | 5364 | 5302 | 5264 | 5236 | 5237 | 5229 |